# Finale de la Ligue des champions de l'UEFA 2016-2017
La finale de la Ligue des champions 2016-2017 est la 62e finale de la Ligue des champions de l'UEFA. Ce match de football s'est joué le 3 juin 2017  au Principality Stadium, à Cardiff, au Pays de Galles.
Elle oppose l'équipe italienne de la Juventus à celle espagnole du Real Madrid. Il s'agît de la deuxième finale de Ligue des champions opposant ces deux clubs après celle de 1998 (remportée par le Real). Au terme de la rencontre, le Real Madrid l'emporte sur le score de 4 buts à 1, conservant le trophée remporté l'année précédente et gagnant sa 12e coupe alors que la Juventus perd une cinquième finale consécutive et une septième en neuf apparitions.
Cristiano Ronaldo, élu homme du match, devient le premier joueur à inscrire un doublé en finale de la Ligue des champions depuis Diego Milito (Inter) en 2010. 
Vainqueur de la finale, le Real Madrid dispute et remporte par la suite la Supercoupe de l'UEFA 2017, où il affronte le vainqueur de la finale de la Ligue Europa, Manchester United.

## Stade
Le Principality Stadium a été désigné hôte de la finale à l'issue d'une réunion du Comité exécutif de l'UEFA à Prague le 29 juin 2015. Il s'agit de la première finale de Ligue des champions accueillie par ce stade, qui avait déjà abrité la Supercoupe de l'UEFA 2014.
Le stade a été construit en 1997 et inauguré en 1999 afin de remplacer l’ancien National Stadium du Cardiff Arms Park. Il abrite les équipes nationales de rugby et de football du pays de Galles. Sa capacité actuelle est de 74 500 places.

## Parcours des finalistes
Note : dans les résultats ci-dessous, le score du finaliste est toujours donné en premier (D : domicile ; E : extérieur).
| Rang | Équipe             | Pts | J | G | N | P | Bp | Bc | Diff |
| ---- | ------------------ | --- | - | - | - | - | -- | -- | ---- |
| 1    | Juventus FC        | 14  | 6 | 4 | 2 | 0 | 11 | 2  | +9   |
| 2    | Séville FC         | 11  | 6 | 3 | 2 | 1 | 7  | 3  | +4   |
| 3    | Olympique lyonnais | 8   | 6 | 2 | 2 | 2 | 5  | 3  | +2   |
| 4    | Dinamo Zagreb      | 0   | 6 | 0 | 0 | 6 | 0  | 15 | -15  |

| Rang | Équipe            | Pts | J | G | N | P | Bp | Bc | Diff |
| ---- | ----------------- | --- | - | - | - | - | -- | -- | ---- |
| 1    | Borussia Dortmund | 14  | 6 | 4 | 2 | 0 | 21 | 9  | +12  |
| 2    | Real Madrid       | 12  | 6 | 3 | 3 | 0 | 16 | 10 | +6   |
| 3    | Legia Varsovie    | 4   | 6 | 1 | 1 | 4 | 9  | 24 | -15  |
| 4    | Sporting CP       | 3   | 6 | 1 | 0 | 5 | 5  | 8  | -3   |

## Match

### Feuille de match
Note : l'équipe « à domicile » (pour des raisons administratives) est déterminée par tirage au sort après celui des demi-finales le 21 avril 2017 au quartier général de l’UEFA à Nyon.
| Juventus ·           |                      |     |
| Titulaires :         |                      |     |
|                      |                      |     |
| 1                    | Gianluigi Buffon     |     |
| 15                   | Andrea Barzagli      | 66e |
| 19                   | Leonardo Bonucci     |     |
| 3                    | Giorgio Chiellini    |     |
| 23                   | Daniel Alves         |     |
| 5                    | Miralem Pjanić       | 71e |
| 6                    | Sami Khedira         |     |
| 12                   | Alex Sandro          |     |
| 21                   | Paulo Dybala         | 78e |
| 9                    | Gonzalo Higuaín      |     |
| 17                   | Mario Mandžukić      |     |
|                      |                      |     |
| Remplaçants :        |                      |     |
| 25                   | Neto                 |     |
| 5                    | Mehdi Benatia        |     |
| 26                   | Stephan Lichtsteiner |     |
| 7                    | Juan Cuadrado        | 66e |
| 8                    | Claudio Marchisio    | 71e |
| 18                   | Mario Lemina         | 78e |
| 22                   | Kwadwo Asamoah       |     |
|                      |                      |     |
| Entraîneur :         |                      |     |
| Massimiliano Allegri |                      |     |

| Real Madrid ·   |                   |     |
| Titulaires :    |                   |     |
|                 |                   |     |
| 1               | Keylor Navas      |     |
| 2               | Dani Carvajal     |     |
| 4               | Sergio Ramos      |     |
| 5               | Raphaël Varane    |     |
| 12              | Marcelo           |     |
| 14              | Casemiro          |     |
| 8               | Toni Kroos        | 89e |
| 19              | Luka Modrić       |     |
| 22              | Isco              | 82e |
| 9               | Karim Benzema     | 77e |
| 7               | Cristiano Ronaldo |     |
|                 |                   |     |
| Remplaçants :   |                   |     |
| 13              | Kiko Casilla      |     |
| 6               | Nacho             |     |
| 23              | Danilo            |     |
| 10              | James Rodríguez   |     |
| 16              | Mateo Kovačić     |     |
| 20              | Marco Asensio     | 82e |
| 11              | Gareth Bale       | 77e |
| 21              | Álvaro Morata     | 89e |
|                 |                   |     |
| Entraîneur :    |                   |     |
| Zinédine Zidane |                   |     |

| Juventus ·           |                      |     |
| Titulaires :         |                      |     |
|                      |                      |     |
| 1                    | Gianluigi Buffon     |     |
| 15                   | Andrea Barzagli      | 66e |
| 19                   | Leonardo Bonucci     |     |
| 3                    | Giorgio Chiellini    |     |
| 23                   | Daniel Alves         |     |
| 5                    | Miralem Pjanić       | 71e |
| 6                    | Sami Khedira         |     |
| 12                   | Alex Sandro          |     |
| 21                   | Paulo Dybala         | 78e |
| 9                    | Gonzalo Higuaín      |     |
| 17                   | Mario Mandžukić      |     |
|                      |                      |     |
| Remplaçants :        |                      |     |
| 25                   | Neto                 |     |
| 5                    | Mehdi Benatia        |     |
| 26                   | Stephan Lichtsteiner |     |
| 7                    | Juan Cuadrado        | 66e |
| 8                    | Claudio Marchisio    | 71e |
| 18                   | Mario Lemina         | 78e |
| 22                   | Kwadwo Asamoah       |     |
|                      |                      |     |
| Entraîneur :         |                      |     |
| Massimiliano Allegri |                      |     |

| Real Madrid ·   |                   |     |
| Titulaires :    |                   |     |
|                 |                   |     |
| 1               | Keylor Navas      |     |
| 2               | Dani Carvajal     |     |
| 4               | Sergio Ramos      |     |
| 5               | Raphaël Varane    |     |
| 12              | Marcelo           |     |
| 14              | Casemiro          |     |
| 8               | Toni Kroos        | 89e |
| 19              | Luka Modrić       |     |
| 22              | Isco              | 82e |
| 9               | Karim Benzema     | 77e |
| 7               | Cristiano Ronaldo |     |
|                 |                   |     |
| Remplaçants :   |                   |     |
| 13              | Kiko Casilla      |     |
| 6               | Nacho             |     |
| 23              | Danilo            |     |
| 10              | James Rodríguez   |     |
| 16              | Mateo Kovačić     |     |
| 20              | Marco Asensio     | 82e |
| 11              | Gareth Bale       | 77e |
| 21              | Álvaro Morata     | 89e |
|                 |                   |     |
| Entraîneur :    |                   |     |
| Zinédine Zidane |                   |     |

### Statistiques
| Statistique    | Juventus | Real |
| -------------- | -------- | ---- |
| Buts marqués   | 1        | 1    |
| Tirs           | 8        | 5    |
| Tirs cadrés    | 4        | 1    |
| Arrêts         | 0        | 0    |
| Possession     | 45%      | 55%  |
| Corners        | 1        | 0    |
| Fautes         | 10       | 13   |
| Hors-jeu       | 1        | 0    |
| Cartons jaunes | 1        | 2    |
| Cartons rouges | 0        | 0    |

| Statistique    | Juventus | Real |
| -------------- | -------- | ---- |
| Buts marqués   | 0        | 3    |
| Tirs           | 3        | 13   |
| Tirs cadrés    | 0        | 4    |
| Arrêts         | 1        | 0    |
| Possession     | 47%      | 53%  |
| Corners        | 0        | 1    |
| Fautes         | 13       | 5    |
| Hors-jeu       | 2        | 1    |
| Cartons jaunes | 4        | 2    |
| Cartons rouges | 1        | 0    |

| Statistique    | Juventus | Real |
| -------------- | -------- | ---- |
| Buts marqués   | 1        | 4    |
| Tirs           | 11       | 18   |
| Tirs cadrés    | 4        | 5    |
| Arrêts         | 1        | 3    |
| Possession     | 46%      | 54%  |
| Corners        | 1        | 1    |
| Fautes         | 23       | 18   |
| Hors-jeu       | 3        | 1    |
| Cartons jaunes | 5        | 4    |
| Cartons rouges | 1        | 0    |